# Douglas A-3 Skywarrior
El Douglas A-3 Skywarrior és un bombarder estratègic a reacció que va ser desenvolupat i produït per la Douglas Aircraft Company. Va ser dissenyat per Douglas en nom de la Marina dels Estats Units, que buscava un bombarder estratègic capaç de portar càrrega. Durant el juliol de 1949, Douglas es va adjudicar el contracte per produir el seu disseny, després d'haver superat les presentacions d'altres vuit companyies d'aeronaus. A diferència dels dissenys rivals, que tenien com a objectiu un pes màxim d'enlairament de 45.000 kg, el Skywarrior es va desenvolupar per a un pes d'enlairament de 31.000 kg, facilitant-ne l'ús en els portaavions de classe Midway existents de la marina. Gran part de l'avió va ser produïda per la Westinghouse Electric Corporation, inclosos els seus primers motors turboreactors Westinghouse J40, que no van complir les promeses i van ser substituïts pel motor rival Pratt & Whitney J57 a mitjans de 1953. El 28 d'octubre de 1952, el prototip XA3D-1 va realitzar el vol inaugural del model.
El 31 de març de 1956, el Skywarrior va entrar en servei d'esquadró a la Marina. Inicialment utilitzat en el paper de bombarder estratègic amb armes nuclears, l'aparició de míssils balístics efectius va fer que aquesta missió passés a ser secundària a principis dels anys seixanta. Al llarg de la major part de la seva vida útil posterior, el Skywarrior va tenir l'encàrrec de diverses missions secundàries, que incloïen l'ús com a plataforma de guerra electrònica, avions de reconeixement tàctic i avió cisterna per al proveïment aeri de combustible. Va ser un dels avions basats en portaavions amb més temps de servei de la història, havent entrat en servei a mitjans de la dècada de 1950 i retirat de l'ús el 1991. Durant tot el seu servei, el Skywarrior va ser l'avió operatiu més pesat per operar des d'un portaavions, motiu que va contribuir al seu sobrenom de "Balena".
L'Skywarrior és un dels dos únics avions d'atac de la Marina dels Estats Units destinats com a bombarder estratègic per entrar en servei a gran escala, l'altre és el seu predecessor, l'AJ Savage nord-americà. L'A-5 Vigilante supersònic nord-americà basat en portaavions també va ser dissenyat originalment per a missions estratègiques d'atac nuclear i inicialment, molt breument, va suplantar l'A-3 en aquest paper a principis dels anys 60. Un derivat modificat del Skywarrior, el destructor B-66, va servir a la Força Aèria dels Estats Units, on va ser operat com a bombarder tàctic, avió de guerra electrònica i plataforma de reconeixement aeri fins a la seva retirada durant la dècada de 1970.

## Especificacions (A3D-2/A-3B Skywarrior)
Dades de McDonnell Douglas aircraft since 1920 : Volume I
Característiques generals
- Tripulació: 3
- Longitud: 23,27 m
- Envergadura: 22,10 m
- Alçada: 6,95 m
- Perfil: arrel alar: NACA 63-009.9 (modificat); punta alar: NACA 63-008.25 (modificat)[3]
- Pes buit: 17.876 kg
- Pes màxim d'enlairament: 31.751 kg

 Rendiment 
- Velocitat màxima: 530 nusos (982 km/h) a 10.000 peus (3.048 m)
- Velocitat de creuer: 520 nusos (963 km/h)
- Abast: 1.825 milles nàutiques (3.380 km)
- Sostre de servei: 41.000 peus (12.947 m)

Armament

- Metralladores: 2 canons automàtics de calibre 20 mm Hispano-Suiza HS.404 (versió americana M3L)[4]
- Bombes: 12.800 lliures (5.806 kg) de bombes o mines[4]Aviònica

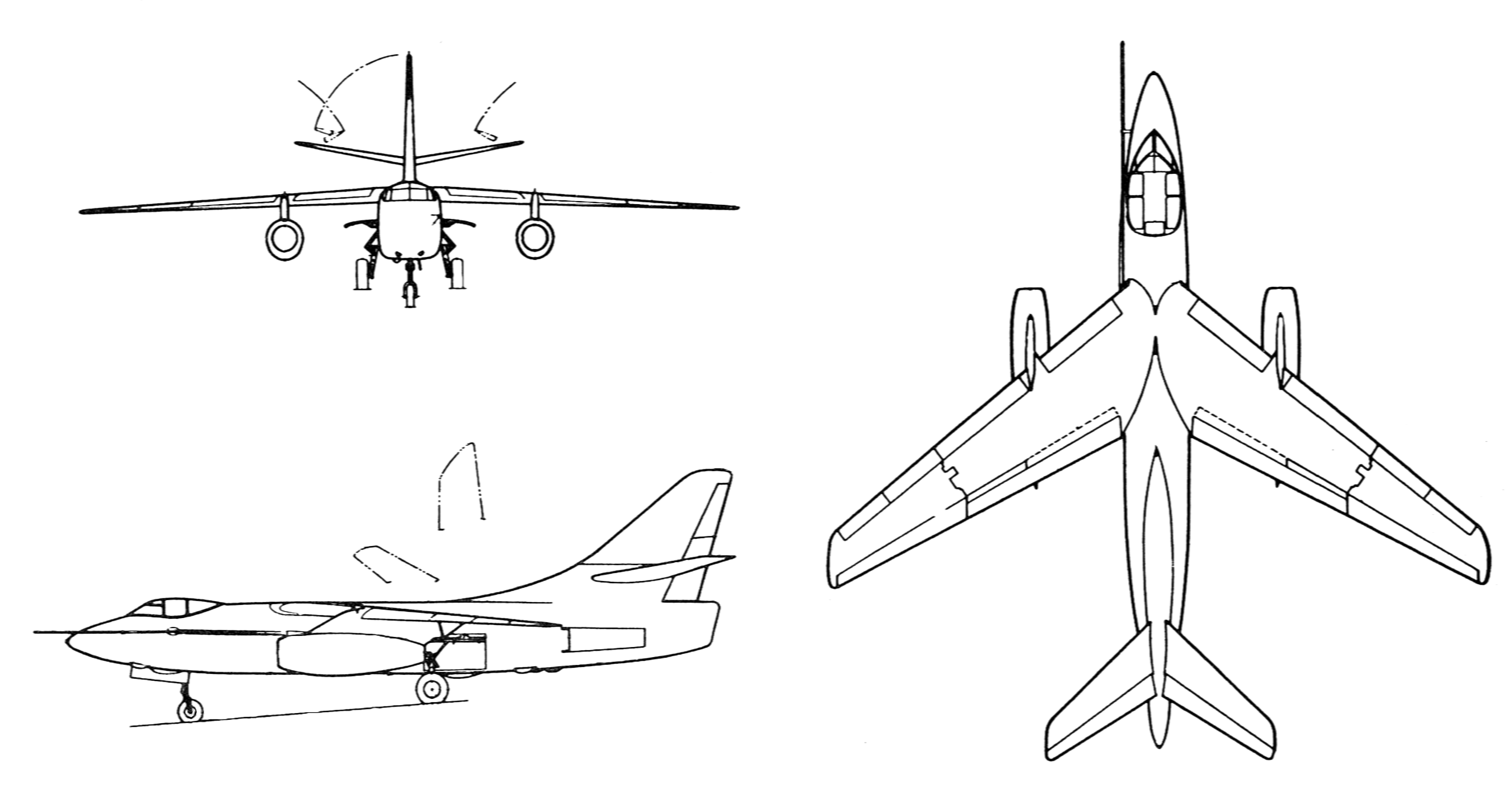
Vista esquemàtica de l'A3B Skywarrior

- AN/ASB-1A (radar de les versions inicials)
- AN/ASB-7 director de bombardeig